# 牧美也子
牧美也子（1935年7月29日—），日本漫畫家，兵庫縣出身。

## 經歷
畢業於大阪府立高津高等學校，1957年以《母恋いワルツ》出道。從20世紀60年代開始，相繼於《Ribon》、《瑪格麗特》和《少女朋友》等少女漫畫雜誌上連載，後來轉向創作淑女漫畫，代表作是描述主角業子屢次費盡心機、到頭來一場空卻永不灰心的《惡女聖書》。
1974年以《緋紋の女》（早期非正式譯名為《蝶紋之女》）獲得第3屆日本漫畫家協會賞優秀賞。
1988年以《源氏物語》獲得小學館漫畫賞青年一般部門賞。

## 作品
牧美也子的長篇作品有《緋紋の女》（原作：池田悦子）、《星座の女》、《源氏物語》、《天女たちの夜》、《真昼・ららばい》、《惡女傳說》、《惡女聖書》（原作：池田悦子）

## 相關人物
牧美也子的丈夫是漫畫家松本零士。